# Liste Japanisch-Deutscher Gesellschaften
Die Liste Japanisch-Deutscher Gesellschaften (jap. 日独協会, Nichidoku Kyōkai) beinhaltet Organisationen, die das Ziel haben, die deutsche Kultur und Sprache in Japan zu pflegen und die freundschaftlichen Beziehungen zwischen beiden Ländern auf unterschiedlichen Gebieten zu fördern. Hierzu werden beispielsweise Seminare, Vorträge und Deutschkurse angeboten, Deutsche und Japaner zu gemeinsamen Aktivitäten eingeladen oder Reisen organisiert. Die meisten dieser Gesellschaften haben sich im 1988 gegründeten Dachverband Verband Japanisch-Deutscher Gesellschaften (VJDG; 全国日独協会連合会, Zenkoku Nichi-doku Kyōkai Rengōkai) organisiert.
Das deutsche Gegenstück sind die Deutsch-Japanischen Gesellschaften mit ihrem Dachverband VDJG.

## Gesellschaften
Es gibt in Japan 60 Japanisch-Deutsche Gesellschaften mit zusammen über 7000 Mitgliedern. Die größte ist die JDG Tōkyō, der etwa 600 Einzel-/Familienmitglieder (natürliche) und 73 juristische Mitglieder angehören. Zum Vergleich, die größte Deutsch-Japanische Gesellschaft in Berlin hat etwa 640 natürliche und juristische Mitglieder.
| Präfektur | Gesellschaft | Gründungsjahr | Einzel- und Familien- / juristische Mitglieder |
| --------- | --- | ------------- | ---------------------------------------------- |
| Hokkaidō  | Japanisch-Deutsche Gesellschaft Hokkaido (北海道日独協会, Hokkaido nichidoku kyōkai)                                                                             | 1956          | 120 / 7 (Stand: Mai 2019)                      |
| Hokkaidō  | Japanisch-Deutsche Gesellschaft Hakodate (函館日独協会, Hakodate nichidoku kyōkai)                                                                               | 1984          | 74 / 19 (Stand: Mai 2017)                      |
| Hokkaidō  | Japanisch-Deutsches Forum Hakodate (函館日独フォールム, Hakodate nichidoku fōramu)                                                                               | 1983          | 207 / - (Stand: Juni 2013)                     |
| Hokkaidō  | Japanisch-Deutsche Gesellschaft Kitami (北見日独協会, Kitami nichidoku kyōkai)                                                                                   | 1987          | 35 / 3 (Stand: Mai 2018)                       |
| Aomori    | Japanisch-Deutsche Gesellschaft Hirosaki (弘前日独協会, Hirosaki nichidoku kyōkai)                                                                               | 1975          | 56 / 1 (Stand: Februar 2008)                   |
| Aomori    | Japanisch-Deutsche Gesellschaft Hachinohe (八戸日独協会, Hachinohe nichidoku kyōkai)                                                                             | 2001          | 24 / - (Stand: April 2020)                     |
| Iwate     | Japanisch-Deutsche Gesellschaft Iwate (岩手日独協会, Iwate nichidoku kyōkai)                                                                                     | 1989          | 57 / 6 (Stand: Dezember 2020)                  |
| Akita     | Japanisch-Deutsche Gesellschaft Akita (秋田日独協会, Akita nichidoku kyōkai)                                                                                     | 1972          | 123 / 5 (Stand: April 2020)                    |
| Akita     | Japanisch-Deutsche Gesellschaft Yuzawa (湯沢日独協会, Yuzawa nichidoku kyōkai)                                                                                   | 1987          | 84 / 34 (Stand: April 2018)                    |
| Miyagi    | Japanisch-Deutsche Gesellschaft Sendai (仙台日独協会, Sendai nichidoku kyōkai)                                                                                   | 1983          | 160 / 22 (Stand: April 2020)                   |
| Yamagata  | Kaminoyama – Donaueschingen Japanisch-Deutsche Freundschaftsgesellschaft (上山・ドナウエッシンゲン日独友好協会, Kaminoyama Donauesshingen nichidoku yukō kyōkai) | 1995          | 52 / 31 (Stand: April 2020)                    |
| Fukushima | Japanisch-Deutsche Gesellschaft Fukushima (福島日独協会, Fukushima nichidoku kyōkai)                                                                             | 2003          | 114 / - (Stand: Januar 2009)                   |
| Fukushima | Japanisch-Deutsche Gesellschaft in Iwaki (いわき日独協会, Iwaki nichidoku kyōkai)                                                                                | 2011          | 17 / 4 (Stand: Mai 2018)                       |
| Ibaraki   | Japanisch-Deutsche Gesellschaft Ibaraki (茨城日独協会, Ibaraki nichidoku kyōkai)                                                                                 | 1985          | 44 / - (Stand: März 2011)                      |
| Ibaraki   | Japanisch-Deutsche Kulturgesellschaft in der Präfektur Ibaraki (茨城県日独文化協会, Ibaraki-ken nichidoku bunka kyōkai)                                          | 1987          | 82 / 2 (Stand: Dezember 2020)                  |
| Tochigi   | Japanisch-Deutsche Gesellschaft Tochigi (とちぎ日独協会, Tochigi nichidoku kyōkai)                                                                               | 1990          | 50 / 8 (Stand: Dezember 2020)                  |
| Gunma     | Japanisch-Deutsche Gesellschaft Gunma (ぐんま日独協会, Gunma nichidoku kyōkai)                                                                                   | 1988          | 143 / 6 (Stand: Januar 2021)                   |
| Saitama   | Japanisch-Deutsche Gesellschaft Warabi – Linden (蕨・独リンデン市民交流協会, Warabi Doku rinden shimin kōryū kyōkai)                                             | 1978          | 125 / - (Stand: Dezember 2020)                 |
| Chiba     | Japanisch-Deutsche Gesellschaft der Präfektur Chiba (千葉県日独協会, Chiba-ken nichidoku kyōkai)                                                                 | 1996          | 129 / 4 (Stand: Dezember 2020)                 |
| Tokio     | Japanisch-Deutsche Gesellschaft e. V., Tōkyō (公益財団法人 日独協会, Kōeki zaidanhōjin nichidoku kyōkai)                                                         | 1952          | 600 / 73 (Stand: Juli 2011)                    |
| Tokio     | Gesellschaft zur Förderung des Japanisch-Deutschen Austausches (日独交流振興協会, Nichidoku kōryū shinkō kyōkai)                                                 | 2010          | 55 / 1 (Stand: Mai 2019)                       |
| Tokio     | Japanisch-Deutsches Jugendnetzwerk (日独ユースネットワーク, Nichidoku yūsunettowāku)                                                                             | 2016          | 42 / - (Stand: März 2021)                      |
| Kanagawa  | Japanisch-Deutsche Gesellschaft in Shōnan (湘南日独協会, Shōnan nichidoku kyōkai)                                                                                | 1998          | 131 / - (Stand: April 2020)                    |
| Kanagawa  | Japanisch-Deutsche Gesellschaft Yokohama (横浜日独協会, Yokohama nichidoku kyōkai)                                                                               | 2010          | 209 / 14 (Stand: Dezember 2020)                |
| Niigata   | Japanisch-Deutsche Gesellschaft Nīgata (新潟日独協会, Nīgata nichidoku kyōkai)                                                                                   | 1977          | 120 / - (Stand: Dezember 2020)                 |
| Niigata   | Japanisch-Deutsche Gesellschaft Nagaoka (長岡日独協会, Nagaoka nichidoku kyōkai)                                                                                 | 1996          | 213 / 9 (Stand: März 2011)                     |
| Ishikawa  | Japanisch-Deutsche Gesellschaft Hokuriku (北陸日独協会, Hokuriku nichidoku kyōkai)                                                                               | 1961          | 15 / 2 (Stand: Mai 2019)                       |
| Ishikawa  | Japanisch-Deutsche Gesellschaft Ishikawa (石川日独協会, Ishikawa nichidoku kyōkai)                                                                               | 2004          | 50 / 6 (Stand: Mai 2019)                       |
| Fukui     | Verein für Japanisch-Deutsche Freundschaft in Fukui (福井県日独友好親善協会, Fukui-ken nichidoku yūkō shinzen kyōkai)                                            | 1999          | 57 / 6 (Stand: April 2020)                     |
| Nagano    | Japanisch-Deutsche Gesellschaft in der Präfektur Nagano (長野県日独協会, Nagano-ken nichidoku kyōkai)                                                            | 1985          | 160 / 5 (Stand: 2010)                          |
| Gifu      | Japanisch-Deutsche Gesellschaft Gifu (岐阜日独協会, Gifu nichidoku kyōkai)                                                                                       | 1984          | 46 / 1 (Stand: August 2011)                    |
| Shizuoka  | Japanisch-Deutsche Gesellschaft Shizuoka (静岡日独協会, Shizuoka nichidoku kyōkai)                                                                               | 1959          | -                                              |
| Shizuoka  | Verein für japanisch-deutschen Kulturaustausch Hamamatsu (浜松ドイツ文化交流協会, Hamamatsu doitsu bunka kōryū kyōkai)                                           | 2000          | 50 / 0 (Stand: März 2011)                      |
| Aichi     | Japanisch-Deutsche Gesellschaft Nagoya (名古屋日独協会, Nagoya nichidoku kyōkai)                                                                                 | 1953          | 116 / 16 (Stand: März 2011)                    |
| Aichi     | Japanisch-Deutsche Gesellschaft Toyohashi (豊橋日独協会, Toyohashi nichidoku kyōkai)                                                                             | 1991          | 200 / 43 (Stand: März 2011)                    |
| Aichi     | 'Nihon Rhein' Japanisch-Deutsche Gesellschaft Inuyama (｢日本ライン」犬山日独協会, Nihon-rain Inuyama nichidoku kyōkai)                                           | -             | -                                              |
| Mie       | Japanisch-Deutsche Gesellschaft Mie (三重日独協会, Mie nichidoku kyōkai)                                                                                         | 2004          | 122 / - (Stand: Februar 2011)                  |
| Osaka     | Japanisch-Deutsche Gesellschaft Osaka (大阪日独協会, Ōsaka nichidoku kyōkai)                                                                                     | 1957          | 210 / 32 (Stand: Februar 2011)                 |
| Kyōto     | Japanisch-Deutsche Gesellschaft Kyōto (京都日独協会, Kyōto nichidoku kyōkai)                                                                                     | 1957          | 34 / 10 (Stand: März 2012)                     |
| Nara      | Japanisch-Deutsche Gesellschaft Nara (奈良日独協会, Nara nichidoku kyōkai)                                                                                       | 1956          | 105 / 7 (Stand: Juni 2011)                     |
| Shiga     | Japanisch-Deutsche Gesellschaft Ōtsu (大津日独協会, Ōtsu nichidoku kyōkai)                                                                                       | 2007          | 45 / 6 (Stand: April 2017)                     |
| Wakayama  | Japanisch-Deutsche Gesellschaft Wakayama (和歌山日独協会, Wakayama nichidoku kyōkai)                                                                             | 2002          | 86 / - (Stand: Januar 2011)                    |
| Hyōgo     | NPO Japanisch-Deutsche Gesellschaft Kōbe (特定非営利活動法人 神戸日独協会, Tokuteihieirikatsudōhōjin Kōbe nichidoku kyōkai)                                      | 1940          | 250 / 17 (Stand: Februar 2011)                 |
| Okayama   | Japanisch-Deutsche Gesellschaft Okayama (岡山日独協会, Okayama nichidoku kyōkai)                                                                                 | 1956          | 60 / 1 (Stand: August 2011)                    |
| Hiroshima | Japanisch-Deutsche Gesellschaft Hiroshima (広島日独協会, Hiroshima nichidoku kyōkai)                                                                             | 1958          | 90 / 20 (Stand: Februar 2008)                  |
| Tottori   | Japanisch-Deutsche Gesellschaft Yonago (米子日独協会, Yonago nichidoku kyōkai)                                                                                   | 1997          | 53 / 10 (Stand: Februar 2008)                  |
| Yamaguchi | Japanisch-Deutsche Gesellschaft Yamaguchi (山口日独協会, Yamaguchi nichidoku kyōkai)                                                                             | 1991          | 140 / 3 (Stand: März 2011)                     |
| Kagawa    | Japanisch-Deutsche Gesellschaft Kagawa (香川日独協会, Yamaguchi nichidoku kyōkai)                                                                                | 1991          | 205 / 12 (Stand: März 2011)                    |
| Kagawa    | Gesellschaft zur Förderung des Japanisch-Deutschen Austausches (日独交流振興協会, Nichidoku kōryū shinkō kyōkai)                                                 | 2010          | 87 / - (Stand: März 2011)                      |
| Tokushima | Japanisch-Deutsche Gesellschaft Tokushima (徳島日独協会, Tokushima nichidoku kyōkai)                                                                             | 1960          | 40 / - (Stand: März 2010)                      |
| Tokushima | Japanisch-Deutsche Freundschaftsgesellschaft Naruto (鳴門日独友好協会, Naruto nichidoku yūkō kyōkai)                                                             | 1978          | 119 / - (Stand: März 2011)                     |
| Ehime     | Japanisch-Deutsche Gesellschaft Ehime (愛媛日独協会, Ehime nichidoku kyōkai)                                                                                     | 1957          | 74 / - (Stand: Februar 2008)                   |
| Kōchi     | Japanisch-Deutsche Gesellschaft Kōchi (高知日独協会, Kōchi nichidoku kyōkai)                                                                                     | 1980          | 100 / - (Stand: Februar 2008)                  |
| Fukuoka   | Japanisch-Deutsche Gesellschaft Kitakyūshū (北九州日独協会, Kitakyūshū nichidoku kyōkai)                                                                         | 1988          | 103 / 7 (Stand: Februar 2011)                  |
| Fukuoka   | Japanisch-Deutsche Gesellschaft West-Japan (西日本日独協会, Nishi-Nihon nichidoku kyōkai)                                                                        | 1955          | 170 / 5 (Stand: März 2011)                     |
| Saga      | Arita – Meißen Freundschaftsgesellschaft (有田マイセン友好協会, Arita Maisen yūkō kyōkai)                                                                        | 1995          | 185 / 14 (Stand: März 2011)                    |
| Nagasaki  | Japanisch-Deutsche Gesellschaft Nagasaki (長崎日独協会, Nagasaki nichidoku kyōkai)                                                                               | 1963          | 40 / - (Stand: März 2011)                      |
| Ōita      | Japanisch-Deutsche Gesellschaft Ōita (大分日独協会, Ōita nichidoku kyōkai)                                                                                       | 1984          | 106 / 5 (Stand: April 2010)                    |
| Kumamoto  | Japanisch-Deutsche Gesellschaft Kumamoto (熊本日独協会, Kumamoto nichidoku kyōkai)                                                                               | 1962          | 190 / 14 (Stand: März 2011)                    |
| Kagoshima | Japanisch-Deutsche Gesellschaft Kagoshima (鹿児島日独協会, Kagoshima nichidoku kyōkai)                                                                           | 1971          | -                                              |
| Okinawa   | Japanisch-Deutsche Gesellschaft Okinawa (沖縄日独協会, Okinawa nichidoku kyōkai)                                                                                 | 2000          | 43 / 48 (Stand: Januar 2010)                   |
| Okinawa   | Okinawanisch-Deutsche Gesellschaft (沖縄ドイツ協会, Okinawa Doitsu kyōkai)                                                                                       | 2009          | 24 / - (Stand: Januar 2012)                    |

In der folgenden Liste sind ehemalige, aufgelöste JDGen geführt.
| Präfektur | ehemalige Gesellschaft                                                                     | Gründung | Auflösung | Einzel- und Familien- / juristische Mitglieder |
| --------- | ------------------------------------------------------------------------------------------ | -------- | --------- | ---------------------------------------------- |
| Aomori    | Japanisch-Deutsche Freundschaftsgesellschaft (日独親善友の会, Nichidoku shinzen tomonokai) | 1975     | 2011      | 80 / 50 (Stand: Februar 2008)                  |